# Club Deportivo Arnedo
El Club Deportivo Arnedo és un club de futbol d'Espanya, de la localitat d'Arnedo, a La Rioja. Va ser fundat el 1957.

## Estadi
L'Arnedo disputa els seus partits al Municipal de Sendero, amb capacitat per a 4.500 espectadors.

## Dades del club
- Temporades en 1a: 0
- Temporades en 2a: 0
- Temporades en 2a B: 2
- Temporades en 3a: 16
- Millor lloc en la lliga: 7e (Segona Divisió B de la lliga espanyola de futbol temporada 87-88)
- Pitjor lloc en la lliga: 19è (Tercera divisió de la lliga espanyola de futbol temporada 00-01)

### Últimes temporades
- 2004/2005: Tercera Divisió - 7è
- 2005/2006: Tercera Divisió - 11è
- 2006/2007: Tercera Divisió - 9è
- 2007/2008: Tercera Divisió -